# Adèle van der Pluijm-Vrede

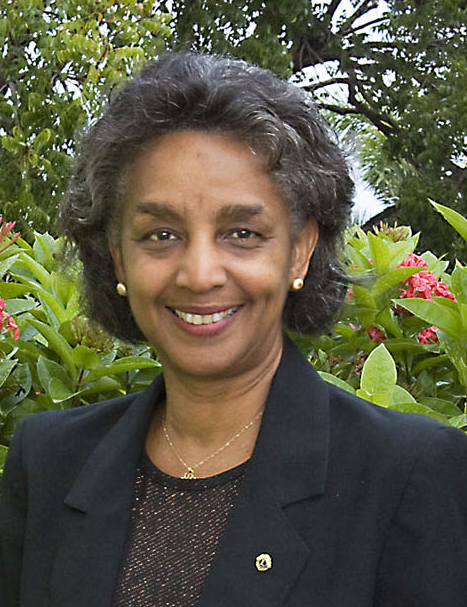
Adèle van der Pluijm-Vrede

Adèle Pauline van der Pluijm-Vrede (Curaçao, 1952) is een Curaçaos notaris en politicus. Sinds het vertrek van Frits Goedgedrag in november 2012 nam zij de functie van gouverneur van Curaçao waar tot het aantreden van Lucille George-Wout in november 2013.
Ze studeerde rechten en sociologie aan de Rijksuniversiteit Leiden en was daarna werkzaam op een trustkantoor. In 1994 werd Van der Pluijm-Vrede de eerste vrouwelijke notaris op Curaçao waar ze haar eigen kantoor heeft. Van 1 april 1992 tot 10 oktober 2010 was zij de laatste waarnemend gouverneur van de Nederlandse-Antillen en werd aansluitend waarnemend gouverneur van Curaçao tot 1 april 2014. Zij moest gouverneur Goedgedrag, die met gezondheidsproblemen kampte, geregeld vervangen en nadat hij in november 2012 de functie neerlegde, verving zij hem volledig. Nolda Römer-Kenepa werd toen als tweede waarnemer benoemd.
In december 2010 drong Helmin Wiels aan op haar ontslag omdat zij aangedrongen had op het laten screenen van ministers. Zij speelde een sturende rol bij het aftreden van het kabinet-Schotte en het instellen van het interim kabinet-Betrian en, na de verkiezingen, het zakenkabinet-Hodge.
In oktober 2011 werd zij in de Verenigde Staten aangeklaagd wegens belangenverstrengeling rondom de verkoop van een hotel. De zaak werd geseponeerd.
Van der Pluijm-Vrede werd in 2014 benoemd tot Officier in de Orde van Oranje-Nassau.